# Heiko Ruwe
Heiko Ruwe (* 3. April 1969) ist ein deutscher Handballtrainer und ehemaliger Handballspieler.

## Karriere

### Spieler
Heiko Ruwe begann seine Karriere beim TV Lenzinghausen aus Spenge und wechselte später zum Lokalrivalen TuS Spenge. Über den TuS Nettelstedt wechselte er zur TSG Altenhagen-Heepen aus Bielefeld. In der Saison 1993/94 absolvierte Heiko Ruwe 28 Spiele in der 2. Bundesliga Nord und erzielte dabei zwölf Tore. Am Saisonende verließ er Altenhagen-Heepen und spielte noch für den TuS Jöllenbeck und den VfL Mennighüffen, bevor er seine Karriere beim TV Concordia Enger beendete.

### Trainer
Nach seiner aktiven Karriere wurde er Trainer beim TuS Brockhagen und der JSG Lenzinghausen/Spenge, bevor er sportlicher Leiter beim TuS Spenge wurde. Im Jahre 2022 übernahm Heiko Ruwe die in der Oberliga Westfalen spielende Frauenmannschaft des TuS 97 Bielefeld-Jöllenbeck und führte das Team auf Anhieb zur Meisterschaft und zum Aufstieg in die 3. Liga.

## Leben
Heiko Ruwe arbeitet hauptberuflich als Kaufmann. Er ist verheiratet und hat zwei Töchter. Seine Töchter Emma Ruwe und Leni Ruwe spielen in der Frauen-Bundesliga.